# Ködderitzsch
Ködderitzsch település Németországban, azon belül Türingiában. Lakosainak száma 124 fő (2017. december 31.). Ködderitzsch Rannstedt és Ilmtal-Weinstraße községekkel határos.

## Népesség
A település népességének változása:

| 2014 | 117 |
| 2017 | 124 |